# Немања Златковић
Немања Златковић (Панчево, 21. августа 1988) српски је фудбалер који тренутно наступа за ОФК Београд.

## Трофеји и награде
Жилина
- Суперлига Словачке (2): 2009/10,[6] 2011/12.[7]